# Kunžvart (Berg)
Der Kunžvart ist ein 1033 m hoher Berg des Böhmerwaldes in Tschechien. Der Spornberg ist ein Nebengipfel des 1115 Meter hohen Strážný (deutsch Schlösselberg). Auf ihm steht die namensgebende Burgruine Burg Kunžvart (Kunzwarte, Burg Kuschwarda, Burg Königswart).
Die Burg wurde erstmals 1359 als Castrum Kungenslen erwähnt und verfiel seit Mitte des 16. Jahrhunderts. Archäologische Untersuchungen im Bereich des Sporns förderten Reste von Keramik und Hufeisen aus dem 13.–15. Jahrhundert an die Oberfläche. Weitere Funde ließen sich der Hallstattzeit (6. Jahrhundert v. Chr.) zuordnen.
Umliegende Ortschaften sind Polka (Elendbachl) im Nordosten, Kořenný (Schlösselbach) und die Minderstadt Strážný im Südosten sowie Dolní Silnice (Landstraßen) im Süden.
Ein gelb markierter Wanderweg führt von Strážný zu den Resten der Burg. Der Höhenunterschied beträgt fast zweihundert Meter. Der nächste Bahnhof ist Lenora (Eleonorenhain) in acht Kilometer Entfernung.